# سولفور اسپرینگز (آلاباما)
سولفور اسپرینگز (به انگلیسی: Sulphur Springs) یک منطقهٔ مسکونی در ایالات متحده آمریکا است که در شهرستان دیکلب، آلاباما واقع شده‌است. سولفور اسپرینگز ۲۸۱٫۹۴ متر بالاتر از سطح دریا واقع شده‌است.